# وندربرا
وندربرا هي أحد أنواع حمالات الصدر الرافعة ذات سلك معدني اكتسبت شهرة عالمية في التسعينيات. على الرغم من أن اسم وندربرا كان أول علامة تجارية في الولايات المتحدة في عام 1955، فقد طوُرت هذه العلامة التجارية بداية في كندا. رخّص موزس مو نادلر، مؤسس وصاحب الحصة الأكبر في شركة كورسيه السيدة الكندية، العلامة التجارية للسوق الكندية في عام 1939. بحلول ستينيات القرن العشرين، أصبحت العلامة التجارية السيدة الكندية معروفة في كندا باسم شركة وندربرا. في عام 1961، قدمت الشركة حمالة صدر رافعة ذات قبة عميقة من طراز 1300. أصبحت حمالة الصدر هذه واحدة من أكثر الستايلات مبيعًا في كندا وهي مشابهة كثيرًا لوندرابرا الموجودة حاليًا.
في عام 1968 غيرت شركة السيدة الكندية اسمها إلى شركة كاناديل للسيدة الكندية وبيعت إلى شركة الأغذية المدعمة المعروفة الآن باسم (شركة سارة لي) وأصبحت اسمها لاحقا شركة كاناديل. في السبعينيات، أُعيد تعيين وندربرا كعلامة تجارية عصرية ومثيرة للشركة، وأصبحت الشركة الرائدة في السوق الكندية.
في عام 1991، أحدثت وندربرا ضجة كبيرة في المملكة المتحدة، على الرغم أنها بيعت هناك منذ عام 1964 بموجب ترخيص من قسم غاسارد التابع لشركة كورتولد للأقمشة. لم تجدد شركة سارة لي ترخيص غوسارد وأعادت تصميم الستايل الرافع لإعادة طرح وندربرا في السوق الأمريكية في عام 1994. توسعت وندربرا منذ عام 1994 لتتحول من تصميم رافع مفرد إلى علامة أزياء لمجموعة كاملة من الملابس الداخلية النسائية في معظم أنحاء العالم. تؤكد العلامة التجارية في معظم البلدان على ميزة الجاذبية الجنسية. لكن في مكان نشأتها في كندا تطور العلامة التجارية الخصائص الوظيفية لمنتجاتها، خارجة عن الاستراتيجية التي جعلت وندربرا من أكثر المنتجات مبيعًا في السبعينيات.

## أصل تصميم وندربرا
قبل اندلاع الحرب العالمية الثانية، قُننت المواد المرنة وكانت غير متوفرة للملابس. صمم إسرائيل بايلوت قالبًا محسَّنًا له فتحة مائلة، وحزام يعلق بالكتف. يوفر هذا الابتكار الموجود في تصميم حمالة الصدر الحالية مزيدًا من الراحة وحرية الحركة لمن يرتديها. هو أيضًا من صاغ اسم وندربرا في عام 1935. سمحت براءة اختراع إسرائيل بايلوت (يو إس 224541) التي منحت له في عام 1941، بإعطاء حزام الكتف المزيد من المرونة من خلال إحداث شق في القماش بحيث يستطيع النسيج التمدد لأقصى درجة (يوجد الشق على خط الدرز). تُظهر الصور رسومات لبراءة الاختراع الأصلية والقريبة بالشكل من حمالة صدر صُنعت في الولايات المتحدة من قِبل دامور. ترتدي عارضة الأزياء في الصورة نسخة نادرة من الخمسينيات للتصميم الأصلي لحمالة الصدر هذه.

## التاريخ
في عام 1939، أسس مو نادلر شركة كورسيه السيدة الكندية. أنشأ متجرًا صغيرًا للخياطة في قلب مونتريال لتصنيع حمالة صدر مناسبة ذات نوعية جيدة بثمن يتراوح بشكل متوسط (من 1.00 دولار إلى 1.50 دولار لسعر البيع المفرق). في إطار السعي لهذا الموضوع، سافر إلى مدينة نيويورك، والتقى بإسرائيل بايلوت وحصل على ترخيص للعلامة التجارية وندربرا (Wonder-Bra) وبراءة اختراع الشق المائل. في كندا، فقد اسم العلامة التجارية الخط الصغير الذي يصل بين الكلمتين فأصبح (WonderBra) و(Wonderbra) حين أعيد طرحها في أمريكا.
خلال سنوات الحرب، حُصصت المواد التي أعطيت لمصنعي الملابس الكنديين. كانت الأشرطة المطاطية غير متوفرة، ما أثر على تصميم الملابس الداخلية النسائية وجعلها مريحة. منح إحداث الشق المائل وسيلة للحصول على حمالة صدر مناسبة وجيدة دون أشرطة مطاطية وأصبحت هذه الميزة تنافسية.
من عام 1939 إلى عام 1955، قامت شركة السيدة الكندية بتسويق العديد من خطوط الملابس الحميمة تحت اسم العلامة التجارية وندربرا تضمن ذلك المشدات والسراويل الداخلية والقمصان الداخلية ومايوهات السباحة وحمالات الصدر. كما أنشأت الشركة علامات تجارية فرعية تستهدف قطاعات اجتماعية واقتصادية وأنماط الحياة المختلفة للسوق الاستهلاكية. على النقيض من ذلك، عانى سوق وندربرا بالولايات المتحدة من الركود وكانت العلامة التجارية ملكًا لشركات إسرائيل بايلوت. في عام 1952، أطلقت شركة السيدة الكندية خط «بيتال بيرست» مع توقعات لمفاوضات صعبة مع الشركة الأمريكية دامور-إسرائيل بايلوت بشأن انتهاء صلاحية براءة الاختراع في عام 1955. لاءم هذا الخط الجديد اتجاه الموضة الجديد نحو شكل الثدي المدبب المستوحى من مجموعة «نيولوك» لكريستيان ديور. لاقى خط بيتال بيرست من وندربرا نجاحًا وحقق 50٪ من مبيعات حمالات الصدر بحلول عام 1957.
قاد مو نادلر مفاوضات ما بعد براءة الاختراع. لم يعد لدامور أي سلطة على براءة الاختراع، لكنها استمرت بمطالبة شركة السيدة الكندية بالتوقف عن استخدام التصاميم وإرجاع القوالب النمطية. تجاهل مو نادلر الطلب وبدلًا عن ذلك حصل على الحقوق الكندية والأوروبية والآسيوية للعلامات التجارية لوندربرا. سمح هذا للشركة بالمضي قدمًا في الستينيات من القرن الماضي مع استمرار العلامة التجارية كاملة. بحلول منتصف الستينيات، رخصت شركة السيدة الكندية وصدرت خط وندربرا إلى أوروبا الغربية وأستراليا وجنوب أفريقيا وإسرائيل والهند الغربية. في السبعينيات، حصّلت كاناديل الحقوق العالمية المتبقية للعلامة التجارية، ورخصت جيلتكس (وهي شركة مصنّعة للجوارب طويلة حصلت عليها شركة سارة لي في الثمانينيات) لاستخدام علامة وندربرا للجوارب والملابس الداخلية في كندا.

### إعادة طرحها على مستوى العالم، من عام 1991 إلى 1994
نحو عام 1991، كانت غوسارد تبيع خطوط ماركة وندربرا بموجب تراخيص تنتهي صلاحيتها في يناير 1994. كان ستايل القبة العميقة ذا مبيع جيد في سوق المملكة المتحدة في ذلك الوقت. خططت غوسارد لتجديد رخصتها وكان لديها خيار القيام بذلك بموجب الاتفاقية الحالية. قرر المديرون التنفيذيون في غوسارد بدلاً من مجرد تجديد الاتفاقية، التفاوض مع سارة لي للحصول على شروط أفضل.
بعد وقت قصير من بدء المفاوضات، حدث شيء غير متوقع. في عام 1992، لاقى ستايل القبة العميقة نجاحًا كبيرًا بين النساء البريطانيات، وانطلقت المبيعات. تضاعفت بين عامي 1991 و1993 مبيعات المملكة المتحدة من هذا الستايل من الوندربرا لتصل إلى 28 مليون دولار، وهو ما يمثل 12.5 ٪ من سوق العلامات التجارية لحمالات الصدر في المملكة المتحدة الذي تبلغ قيمته 225 مليون دولار. هناك عدة عوامل ربما ساهمت في هذا الازدهار من ضمنها: مقال في مجلة فوغ البريطانية حول عودة حمالة صدر المحشوة، والمستوحاة من فيفيان ويستوود للكورسيهات، وتوق غولتيه المدفوع لتصبح الملابس الداخلية ملبسًا خارجيًا. بسبب هذه الزيادة في المبيعات، قررت سارة لي ألا تجدد الترخيص لغوسارد.
في عام 1994 في المملكة المتحدة، حققت وندرابرا (لشركة سارة لي) مكانة بارزة بعد حملتها الحيوية «مرحبا أيها الشبان». ظهرت على إعلان الحملة عارضة الأزياء المشهورة إيفا هيرزيغوفا ترتدي حمالة صدر من ماركة وندربرا وتنظر إلى ثدييها مع عنوان على الصورة «مرحبا أيها الشبان» الذي يشير بغموض إما للمعجبين الذكور أو ثدييها.
عزت الرواية المدنية عددًا من حوادث السيارات إلى انصراف انتباه السائقين بسبب هذا الإعلان. عُرض الإعلان المؤثر في معرض في متحف فيكتوريا وألبرت في لندن وتم التصويت له لينال المركز 10 في مسابقة «إعلان القرن». تم تكليف قسم بليتيكس في شركة سارة لي بمسؤولية طرح ستايل الوندربرا في الولايات المتحدة. على الرغم من أن الموديل صُنع قبل في مونتريال بواسطة كاناديل، فقد قرر المديرون التنفيذيون في بليتيكس أن يستغرقوا عامًا من الوقت لإعادة تصميم حمالة الصدر من أجل السوق الأمريكية.
عينوا لاحقًا موعدًا لإطلاق وطني لحمالة الصدر في 1994. خلال هذه الفترة، قدم غوسارد للأميركيين ألتربرا بتصميم مشابه لموديل حمالة الصدر وندربرا الرافع. تبعه المنافسون الآخرون بسرعة وقامت شركة بلايتيكس بإعادة تجهيز التصميم. أطلقت فيكتوريا سيكريت إعلانات تليفزيونية للحفاظ على عرض حمالة الصدر ميراكل برا التي أطلقتها الشركة في عام 1993.
تضمن إعلان وندربرا الأمريكية حدثًا مع إيفا هيرزيغوفا في ساحة نيويورك تايم. تم تخفيف الإعلانات مقارنةً بالحملة السابقة في المملكة المتحدة. عُرض في الإعلان المطبوع وعلى لوحة الإعلان في الولايات المتحدة عارضات أزياء لا ترتدي سوى حمالة صدر ماركة وندربرا وكتب أسفلها شعارات مقروءة مثل «من سيهتم إذا كان شعري سيئًا اليوم» و«انظر إلى عينيّ وأخبرني أنك تحبني». عملت الحملة التي بلغت ميزانيتها 25 مليون دولار بالتزامن مع الاهتمام الإعلامي المستمر في حمالة الصدر. على الرغم من أن بلايتيكس عززت أصالة (وندربرا الوحيدة والحصرية) إلا أن التقدم السريع للمنتجات المنافسة جعل مجمل السوق الأمريكية تستفيد من الزيادة في مبيعات حمالات الصدر التي بلغت 43 ٪ في نهاية عام 1994.
بعد إعادة إطلاقها عام 1994، توسعت العلامة التجارية وندربرا في الولايات المتحدة من تصميم حمالة صدر مفردة إلى خط أوسع للملابس داخلية. لا تزال هذه العلامة التجارية مشهورة في أنحاء العالم كمنتج وجزء من المعجم الثقافي.